# Artak Apitonian
 (mars 2019).
Si vous disposez d'ouvrages ou d'articles de référence ou si vous connaissez des sites web de qualité traitant du thème abordé ici, merci de compléter l'article en donnant les références utiles à sa vérifiabilité et en les liant à la section « Notes et références ».
Artak Apitonian (en arménien Արտակ Ապիտոնյան), né le 26 août 1971 à Alashkert) est un diplomate arménien, adjoint au ministre des Affaires étrangères de la République d'Arménie[Quand ?].

## Biographie
Il est marié et père de trois enfants[réf. nécessaire].